# فرهادآباد (مقاطعة دلفان)
فرهادآباد (بالفارسية: فرهادآباد) هي قرية تقع في قسم ميربغ الشمالي الريفي (مقاطعة دلفان) في إيران. يقدر عدد سكانها بـ 1,568 نسمة .